# Мингуцци, Джованни
Джованни Мингуцци (итал. Giovanni Minguzzi; 20 октября 1870, Форли — 1934, Савиньяно-суль-Рубиконе) — итальянский пианист, композитор и музыкальный педагог.
Начал учиться музыке у своего отца, некогда учившегося у Джоаккино Россини, затем с 1885 года занимался в Болонском музыкальном лицее у Густаво Тофано (фортепиано), Алессандро Бузи и Джузеппе Мартуччи (композиция).
В 1894—1902 годах — директор Феррарского музыкального лицея, в 1898 году основал в Ферраре фортепианный квартет. Затем в 1902—1912 годах — директор Перуджийской консерватории, в Перудже основал фортепианное трио. С 1912 года — профессор фортепиано в Болонском музыкальном лицее.
Автор симфонической поэмы «Освобождённый Иерусалим» (итал. Gerusalemme liberata; 1895), написанной по заказу городских властей Феррары для торжеств по случаю 300-летия смерти Торквато Тассо, симфонии, фортепианного концерта, сонаты для виолончели и фортепиано, других фортепианных и хоровых сочинений. Опера Мингуцци «Елена у Скейских ворот» (итал. Elena alle Porte Scee), по поэме Лауры Орвьето, не была поставлена.